# Тосол
«Тосо́л» — торгова марка незамерзальної охолоджувальної рідини (антифризу), створеної в СРСР.
Назва складається з двох частин: «ТОС» — «Технологія органічного синтезу» (відділ «ДержНДІОХТ», творці антифризу);

«ОЛ» — закінчення, характерне для спиртів (етанол, бутинол, метанол).
Цей антифриз був створений в 1971 р. в Державному науково-дослідницькому інституті органічної хімії та технології (ГосНИИОХТ) для автомобілів ВАЗ замість італійського «ПАРАФЛЮ». Торгова марка «ТОСОЛ» не була зареєстрована, тому її використовують багато виробників охолоджувальних рідин (держави СНД). Але властивості «тосолів» можуть бути різними, оскільки визначаються ще присадками, які додаються. Наприклад, були назви «Тосол», «Лена», «Лада» «Антифриз G-48» та інші.
Як антифриз у тосолі використовується етиленгліколь. В деяких дорожчих ТОСОЛах в складі пропіленгліколь, їх у жодному разі не можна змішувати.
Тосол використовується для охолодження двигуна автомобіля в будь-яку пору року в межах температур, визначених маркою.
Цифри «40» і «65» (ОЖ-40, ОЖ-65, А-40) в марці тосолу, вказують на температуру початку кристалізації даної марки. Температури замерзання нижче −65°С системи етиленгліколь-вода не буває.